# 분홍찌르레기

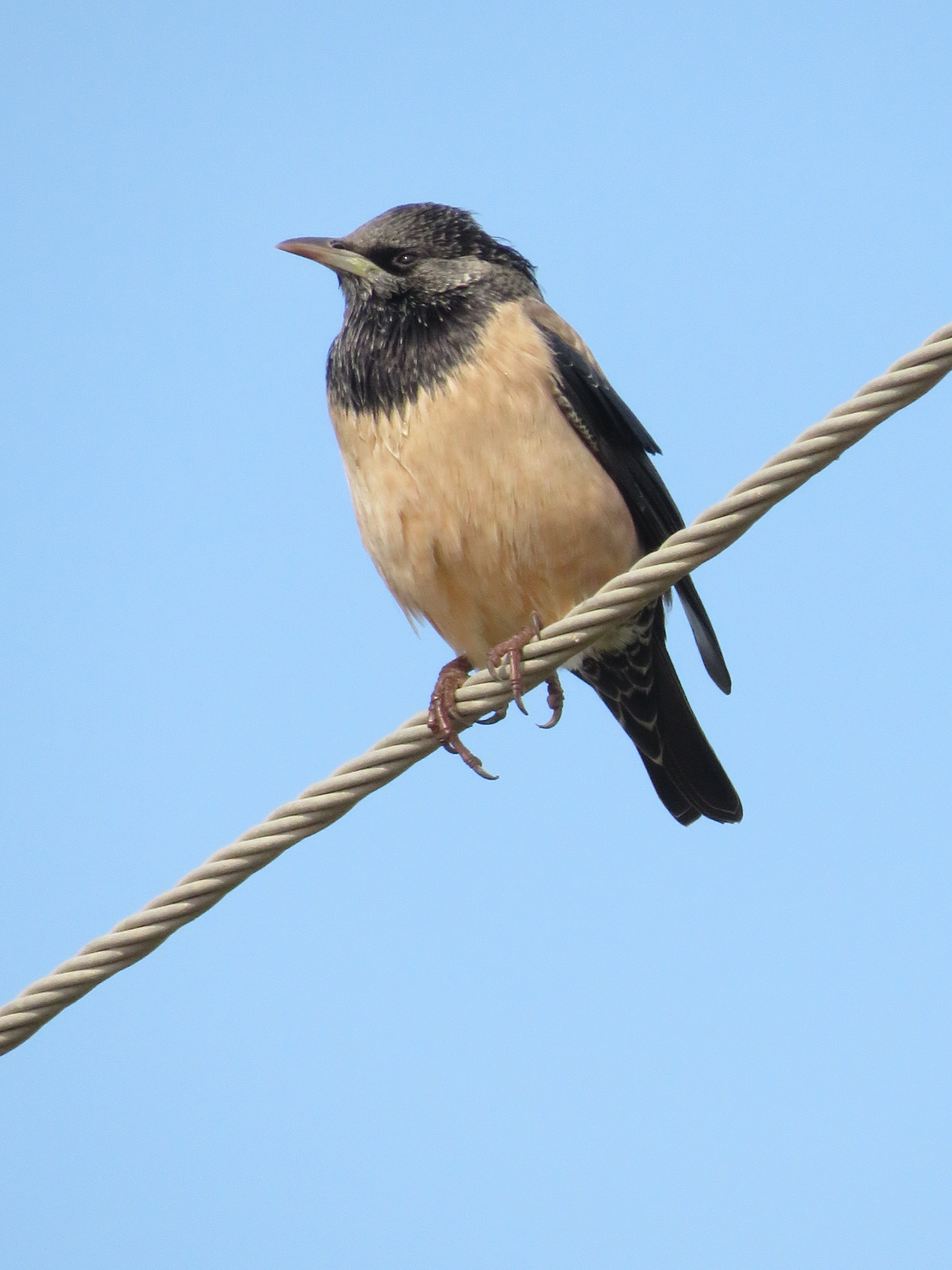

분홍찌르레기(학명: Pastor roseus, 영어: Rosy starling, rose-coloured starling, rose-coloured pastor)는 찌르레기과(Sturnidae)에 속하는 참새목 조류이다. 이 종은 최근 단형속(monotype)인 파스토르(Pastor)로 분류되었고, 찌르레기속(Sturnus)에서 분리되었다. 이러한 분리는 최근 연구들을 통해 뒷받침되지만, 새로운 속(찌르레기속)에 속하는 다른 관련 종들은 아직 확실하게 밝혀지지 않았다.

## 분류
분홍찌르레기는 1758년 스웨덴의 자연학자 칼 린네가 그의 저서 『자연의 체계』 제10판에서 공식적으로 기재했다. 그는 이 종을 지빠귀속의 개똥지빠귀와 함께 분류하고, 이명법(binary name)인 투르두스 로세우스(Turdus roseus)를 만들었다. 린네는 모식 분포지를 라플란드와 스위스로 지정했다. 이 종은 1815년 네덜란드 동물학자 코엔라드 야콥 테민크(Coenraad Jacob Temminck)가 도입한 이후 현재 파스토르속(Pastor)에 속하는 유일한 종이다. 이 종은 단형종으로, 아종이 알려져 있지 않다. 속명과 옛 영어 이름은 라틴어로 "양치기"를 뜻하는 pastor에서 유래했으며, 더 나아가 "목자"를 뜻한다. 종명 roseus는 라틴어로 "장미빛"을 뜻한다.
이전에는 일부 학자들이 적갈색 꾀꼬리를 파스토르속의 한 종으로 간주하기도 했다.